# Comuna Bezvodne, raionul Mîkolaiiv, regiunea Mîkolaiiv
Bezvodne (în ucraineană Безводне) este o comună în raionul Mîkolaiiv, regiunea Mîkolaiiv, Ucraina, formată din satele Bezvodne (reședința), Novomîhailivka, Șurîne și Zelene.

## Demografie
Componența lingvistică a comunei Bezvodne
     Ucraineană (87,83%)
     Rusă (10,41%)
     Română (1,51%)
     Alte limbi (0,25%)
Conform recensământului din 2001, majoritatea populației comunei Bezvodne era vorbitoare de ucraineană (87,83%), existând în minoritate și vorbitori de rusă (10,41%) și română (1,51%).